# وثائق فلسطين البيضاء
وثائق فلسطين البيضاء هي بيانات الحكومة البريطانية للسياسة المقدمة إلى البرلمان فيما يتعلق بفلسطين الانتدابية، الصادرة بين عامي 1922 و 1946.

## الأوراق البيضاء
| التاريخ                    | الاسم الشائع                    | العنوان الكامل | رقم وثيقة القرار (#و.ق) ‏ | الغاية                                                                                            | سياسة الهجرة والأراضي | سياسات أخرى                                                                                       |
| -------------------------- | ------------------------------- | --- | ------------------------ | ------------------------------------------------------------------------------------------------- | --- | ------------------------------------------------------------------------------------------------- |
| يونيو 1922                 | ورقة تشرشل البيضاء              | مراسلات مع الوفد العربي الفلسطيني والمنظمة الصهيونية                                                                          | 1700                     |                                                                                                   | لليهود الحق في الهجرة ولكن يجب ألا يتجاوز ذلك "القدرة الاقتصادية للبلاد في ذلك الوقت لاستيعاب الوافدين الجدد".                                             | الوطن القومي لليهود: "مركز يأخذ فيه الشعب اليهودي ككل، على أساس الدين والعرق والمصلحة والاعتزاز". |
| تشرين الثاني (نوفمبر) 1928 |                                 | بيان السياسة. . . (حائط المبكى)                                                                                               | 3229                     | لا يمكن لليهود إحضار أي مقاعد أو ستائر إلى حائط المبكى، حيث لم يُسمح لهم بذلك خلال الحكم العثماني. | |                                                                                                   |
| مايو 1930                  | بيان للجنة الانتداب الدائم      | فلسطين، بيان بخصوص السياسة البريطانية                                                                                         | 3582                     |                                                                                                   | يجب على الحكومة إصدار بيانات واضحة تحمي الحقوق العربية وتنظم الهجرة اليهودية وشراء الأراضي                                                                 | رحبوا بالتحقيق الذي أجرته لجنة دولية في الادعاءات المتضاربة بشأن حائط المبكى                      |
| أكتوبر 1930                | ورقة باسفيلد البيضاء            | بيان سياسة حكومة جلالة الملك في المملكة المتحدة قدمه وزير الدولة لشؤون المستعمرات إلى البرلمان بأمر من جلالة الملك. (باسفيلد) | 3692                     | التزامات "متساوية الوزن" لكلا المجتمعين                                                           | ضوابط أكثر صرامة على الهجرة اليهودية وشراء الأراضي | تجديد الجهود لإنشاء المجلس التشريعي المقترح عام 1922                                              |
| يوليو 1937                 | مستند تعريفي تمهيدي حول التقسيم | بيان السياسة في تقرير لجنة بيل                                                                                                | 5513                     | التقسيم الموصى به                                                                                 | |                                                                                                   |
| ديسمبر 1937                |                                 | بيان السياسة، تعيين لجنة وودهد                                                                                                | 5634                     |                                                                                                   | |                                                                                                   |
| تشرين الثاني (نوفمبر) 1938 |                                 | بيان السياسة على تقرير لجنة وودهد                                                                                             | 5893                     |                                                                                                   | |                                                                                                   |
| مايو 1939                  | الكتاب الأبيض (1939)            | بيان السياسة الذي قدمه وزير الدولة لشؤون المستعمرات. . . (ماكدونالد)                                                          | 6019                     | لا تقسيم، مع إنشاء مؤسسات الحكم الذاتي والسلطة المشتركة على مدى 10 سنوات                          | الحد من الهجرة اليهودية إلى 75000 على مدى خمس سنوات؛ الهجرة اللاحقة تتطلب موافقة عربية. سيكون شراء الأراضي محدودًا في بعض أجزاء فلسطين وممنوع في مناطق أخرى |                                                                                                   |

## وثائق الأوامر الأخرى
- الوثيقة رقم 1499: تقرير مرحلي عن الإدارة المدنية لفلسطين خلال الفترة من الأول من تموز (يوليو) 1920 إلى 30 حزيران (يونيو) 1921. لندن: مكتب معلومات القطاع العام، 1921.
- الوثيقة رقم 1540: اضطرابات فلسطين في مايو 1921: تقارير مفوضي التحقيق. . . (هايكرافت) لندن: مكتب معلومات القطاع العام، 1921.
- الوثيقة رقم 1785: الانتداب على فلسطين. لندن: مكتب معلومات القطاع العام، يوليو 1922.
- الوثيقة رقم 1889: أوراق متعلقة بانتخابات المجلس التشريعي الفلسطيني. لندن: مكتب معلومات القطاع العام، 1923.
- الوثيقة رقم 3530: تقرير اللجنة (اضطرابات فلسطين في أغسطس 1929؛ شو). لندن: مكتب معلومات القطاع العام، 1930.
- الوثيقة رقم 3683-3687: تقرير عن الهجرة وتسوية الأراضي والتنمية للسير جون هوب سيمبسون لندن: مكتب معلومات القطاع العام، 1930.
- الوثيقة رقم 5479: تقرير الهيئة الملكية الفلسطينية. . . (بيل) لندن: مكتب معلومات القطاع العام، 1937.
- الوثيقة رقم 5854: تقرير هيئة تقسيم فلسطين (Woodhead) لندن: مكتب معلومات القطاع العام، 1938.